# Herminia Lacerteux

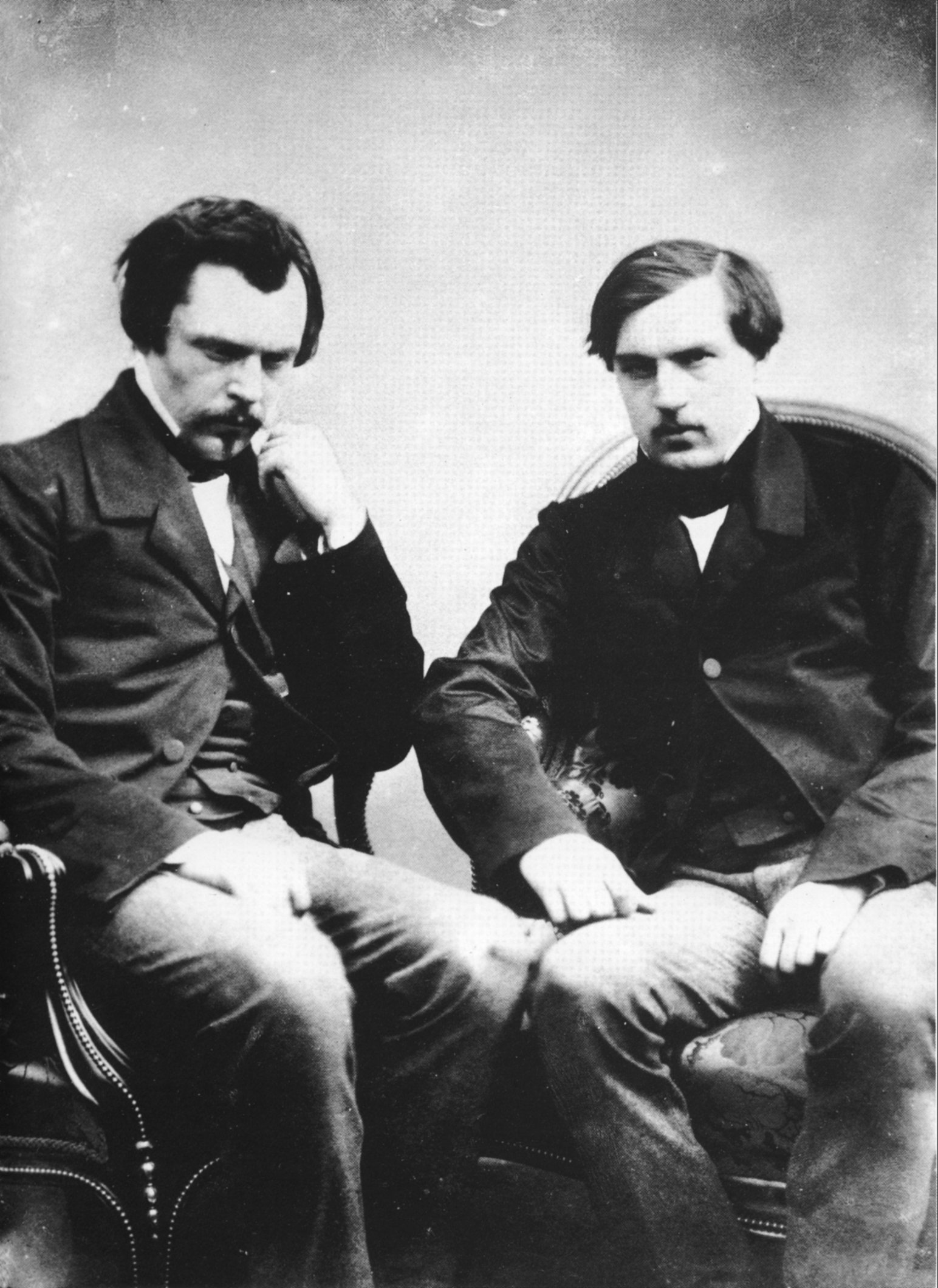
Edmond i Jules de Goncourt

Herminia Lacerteux (oryg. fr. Germinie Lacerteux) – powieść Edmonda i Jules’a de Goncourt, opublikowana po raz pierwszy w 1865.

## Okoliczności powstania utworu
Zdaniem Macieja Żurowskiego zamysłem Goncourtów w momencie podjęcia pracy nad powieścią była chęć połączenia w jednym utworze romantycznej i realistycznej koncepcji literackiej, wyrażanych w ich ocenie przez powieści Pani Bovary (wyd. 1857) oraz Nędznicy (wyd. 1862). Autorzy inspirowali się również techniką powieściopisarską Balzaka. Ponadto w kwietniu 1862, po lekturze dwóch pierwszych tomów Nędzników, Goncourtowie uznali tę powieść za psychologicznie płaską i nieoddającą w istocie tematyki zasugerowanej w tytule. Postanowili również sami stworzyć dzieło na podobny temat, które miało w znacznie głębszy sposób analizować problem nędzy. Główna bohaterką powieści miała zostać prostytutka, która w założeniach Goncourtów miała stanowić odpowiedź na wyidealizowaną kreację Fantyny z Nędzników.
W lipcu 1862 Goncourtowie całkowicie zmienili koncepcję utworu (materiał przygotowany do tekstu o prostytutce wykorzystał Edmond de Goncourt w powieści Prostytutka Eliza już po śmierci brata). W miesiącu tym zmarła na gruźlicę wieloletnia służąca rodziny, Rosalie Malingre. Wydarzenie to szczerze wstrząsnęło pisarzami, szczerze przywiązanymi do kobiety. Trzy dni po jej śmierci dowiedzieli się o podwójnym życiu służącej, która nałogowo piła, okradała pracodawców, zaciągnęła liczne długi, zaś na zdrowiu zapadła, gdy w czasie deszczu śledziła niewiernego kochanka. Bracia zdecydowali, iż Rosalie Malingre posłuży jako pierwowzór dla bohaterki planowanej powieści. Postać panny de Varandeuil, jej pracodawczyni, postanowili natomiast oprzeć na osobie swojej kuzynki Cornelie de Courmont.
Pisząc Herminię Lacerteux, podobnie jak w przypadku innych swoich utworów, bracia Goncourt oparli się na materiałach gromadzonych poprzez bezpośrednią obserwację (wizyta w szpitalu, w ubogiej dzielnicy Paryża), zaś budowanie psychologicznego rysunku postaci zastąpili fizjologicznym uzasadnieniem ich postępowania (działania Herminii ma motywować wrodzona histeria). Wyszli ponadto z założenia, iż powieść realistyczna będzie bliższa swojemu ideałowi, jeśli jej bohaterowie będą wywodzili się z najuboższych warstw społeczeństwa.

## Treść
Główną bohaterką utworu jest Herminia Lacerteux, chłopka z pochodzenia, wieloletnia służąca samotnej starej arystokratki, panny de Varandeuil. Herminia przez wiele lat cieszyła się opinią doskonałej służącej o wzorowych obyczajach. Kobieta zakochuje się jednak w Jupillonie, synu swojej znajomej mleczarki. Matka Jupillona nie zgadza się na ich małżeństwo, przyzwala natomiast na romans, gdyż Herminia bez wahania hojnie wspiera jej syna finansowo, nawet gdy ten zaczyna zdradzać ją ze swoją kuzynką Adelą. Na świat przychodzi ich córka, jednak ku rozpaczy Herminii umiera we wczesnym dzieciństwie. Kiedy Jupillon zostaje wylosowany do odbycia służby wojskowej, Herminia zapożycza się, by uzyskać sumę, za którą mógłby wykupić się od tego obowiązku. W ten sposób wpędza się w stałe kłopoty finansowe, pensja u panny de Varandeuil nie pozwala jej bowiem na spłatę długu z odsetkami. Kobieta traci również szacunek, jakim dotąd cieszyła się w dzielnicy, staje się pośmiewiskiem innych służących i mieszczan. Fakt ten oraz swój romans desperacko ukrywa jednak przed pracodawczynią, nie chcąc zawieść jej zaufania. Porzucona przez Jupillona, Herminia na krótko nawiązuje nowy związek z malarzem Goutruche’em, którego jednak nie kocha i którego sama zostawia, gdy ten proponuje jej małżeństwo. Udając nadal przykładną służącą, popada w alkoholizm i każdy wieczór spędza na ulicy, poszukując przygodnych partnerów seksualnych. Ostatecznie zapada na chorobę płuc i mimo opieki panny de Varandeuil, niezwykle do niej przywiązanej, umiera w szpitalu. Po jej śmierci arystokratka dowiaduje się o podwójnym życiu Herminii, po walce wewnętrznej wybacza jej jednak popełnione czyny.

## Recepcja
Bezpośrednio po wydaniu Herminia Lacerteux została źle przyjęta przez krytykę. Pod adresem powieści padły m.in. epitety „zgniła literatura” oraz „cyzelowane błoto”. Jednym z nielicznych krytyków, którzy bronili dzieła, był młody Émile Zola. Entuzjastycznie o utworze wypowiadał się w liście do Goncourtów także Gustave Flaubert, który nazwał książkę „niesamowitą”, następnie zaś komentował:

To jest mocne, śmiałe, dramatyczne, patetyczne i przekonujące... Co mi się najbardziej podoba w waszej powieści, to gradacja efektów, ewolucja psychologiczna. Rzecz okrutna od początku do końca, miejscami zaś po prostu wzniosła

Wiktor Hugo w liście do Goncourtów stwierdził natomiast, iż docenia podjęcie przez nich tematu nędzy, zasugerował jednak, iż nie zgadza się z filozofią społeczną utworu.
Późniejsza krytyka postrzegała Herminię Lacerteux przede wszystkim jako powieść podejmującą jako jedna z pierwszych tematy rozwinięte następnie w powieściach naturalistycznych. Maciej Żurowski wskazywał, iż dzieło posiada wady kompozycyjne, zaś momentami razi melodramatyzmem, chociaż może nadal poruszać sugestywnością opisów. Zdaniem tego samego autora jest to najlepsza powieść Goncourtów. W ocenie Pierre’a Sabatiera Herminia Lacerteux wytyczyła drogę literacką kontynuowaną następnie przez Zolę w cyklu Rougon-Macquartowie. Ocenę tę podziela Żurowski, wskazując w szczególności na powieść W matni jako kontynuatorkę tematu dzieła Goncourtów.

## Wymowa utworu
Herminia Lacerteux posiada wyraźne cechy powieści naturalistycznej. Równocześnie dzieło w wyrazisty sposób wyraża filozofię społeczną Goncourtów, będąc polemiką m.in. z powieściami Wiktora Hugo i postulatami współczesnej im lewicy. Wyrażonym przez Hugo postulatom walki z nędzą poprzez poprawę warunków pracy i życia robotników, walkę z prostytucją oraz szerzenie powszechnej oświaty autorzy Herminii Lacerteux przeciwstawiają indywidualne akty miłosierdzia i filantropii ze strony zamożnych obywateli i arystokracji. W powieści wyraźnie widoczna jest również negatywna wizja niższych warstw społeczeństwa, o których Goncourtowie niejednokrotnie wyrażali się z niechęcią i pogardą. Działania Herminii motywowane są wrodzoną histerią i temperamentem, którego wpływ jeszcze się potęguje po śmierci córeczki bohaterki. Narrator sugeruje, iż fakt, iż jej dzieciństwo i młodość upłynęły w skrajnie trudnych warunkach (Herminia, pochodząca z ubogiej rodziny, wcześnie straciła rodziców i brata, musiała podjąć pracę w restauracji, gdzie jako nastolatka została zgwałcona), nie uprawniają do usprawiedliwienia bohaterki i współczucia wobec niej. Postać służącej została skontrastowana z sylwetką jej pracodawczyni; poprzez równoległe przedstawienie ich biografii w ekspozycji powieści autorzy sugerują, iż cierpienie nie wynika z pochodzenia społecznego, zaś z jeszcze większą godnością noszą je przedstawiciele arystokracji.